# Encyocrypta tillieri
Encyocrypta tillieri là một loài nhện trong họ Barychelidae. Loài này phân bố ờ Nouvelle-Calédonie.